# Ananda Vikatan
Ananda Vikatan è un periodico in lingua tamil venduto a Chennai in India.

## Visual media
Vikatan Televistas venne lanciata da Vasan Publications negli ultimi anni novanta iniziando con mega-serie per Sun TV.
Film
- Siva Manasula Sakthi (2009)
- Valmiki (2009)

Serie
| Serie                   | Periodo            | Numero di episodi | Network  | Note |
| ----------------------- | ------------------ | ----------------- | -------- | ---- |
| Akshaya                 | 1999               |                   | Sun TV   |      |
| Panchavarnakili         | 2000               |                   | Sun TV   |      |
| Alaigal                 | 2001-2003          |                   | Sun TV   |      |
| Avargal                 | 2002-2004          |                   | Sun TV   |      |
| Appa                    | 2003               |                   | Sun TV   |      |
| Alli Rajyam             | 2005               |                   | Sun TV   |      |
| Kolangal                | 2003-2009          |                   | Sun TV   |      |
| Thirumathi Selvam       | 2007-2013          |                   | Sun TV   |      |
| Thendral                | 2009-2015          |                   | Sun TV   |      |
| Deivamagal              | 2013-2018          |                   | Sun TV   |      |
| Priyamanaval            | 2015-2020          |                   | Sun TV   |      |
| Nayagi                  | 2018-2020          |                   | Sun TV   |      |
| Run                     | 2019-2020          |                   | Sun TV   |      |
| Thamizhum Saraswathiyum | 2021-in produzione |                   | Vijay TV |      |
| November Story          | 2021               | 7                 | Disney+  |      |